# Нижнє Село
Ни́жнє Село́ (рос. Нижнее Село) — село у складі Первоуральського міського округу Свердловської області.
Населення — 254 особи (2010, 225 у 2002).
Національний склад станом на 2002 рік: росіяни — 94 %.